# Tolmerus atricapillus
Tolmerus atricapillus  (лат.) — вид двукрылых насекомых из подсемейства Asilinae семейства ктырей (Asilidae).

## Распространение
Водится в лесной и лесостепной зоне Палеарктики.

## Описание
Ктырь длиной 9,4-18,4 мм. Бёдра чёрные. Голени постдорсально и у оснований и первые членики лапок рыжие. Восьмой стернит брюшка самца с раздвинутым выростом.

## Экология
Tolmerus atricapillus — эврибионт.